# Connie Willisová
Constance Elaine Trimmer Willisová (* 31. prosince 1945 v Denveru), známá jako Connie Willisová, je americká autorka science fiction a fantasy beletrie. Za své mistrovství byla v roce 2009 zařazena do Síně slávy sci-fi. Dále získala jedenáct cen Hugo a sedm cen Nebula; další ze získaných cen jsou: cena Locus, cena na počest Johna W. Campbella, Forry Award, cena Roberta Ansona Heinleina... V roce 2012 získala Connie Willisová cenu Damona Knighta, tato cena je určena žijícím autorům-velmistrům v oboru sci-fi a fantasy.
Connie Willisová žije se svou rodinou v Greeley, stát Colorado, USA.

## V českém jazyce vyšlo
- I když půjdu roklí šeré smrti. Triton, 2003. Překlad knihy Passage z roku 2001.

- Kniha posledního soudu. Triton, 2012. Překlad knihy Doomsday Book z roku 1992. ISBN 978-80-7387-391-2
- ...o psu nemluvě. Triton, 2012. Překlad knihy To Say Nothing of the Dog z roku 1999. ISBN 978-80-7387-567-1
- Vnitřní záležitosti. Triton, 2013. Povídky. ISBN 978-80-7387-673-9
- Slyším tě všude: dobře si rozmysli, co si přeješ. Metafora, 2017. Překlad knihy Crosstalk z roku 2016.